# Marian Foik
Marian Foik (Ruda Śląska, 6 ottobre 1933 – Varsavia, 10 maggio 2005) è stato un velocista polacco.

## Biografia
All'apice della carriera ha fatto parte della squadra Polacca che vinse la medaglia d'argento nella staffetta 4x100 m alle Olimpiadi di Tokyo 1964.

## Palmarès
| Anno | Manifestazione  | Sede     | Evento  | Risultato | Prestazione | Note |
| ---- | --------------- | -------- | ------- | --------- | ----------- | ---- |
| 1964 | Giochi olimpici | Tokyo    | 4×100 m | Argento   | 39"3        |      |
| 1962 | Europei         | Belgrado | 200 m   | Argento   | 20"8        |      |
| 1962 | Europei         | Belgrado | 4x100 m | Argento   | 39"5        |      |